# Entscheidung vor Morgengrauen
Entscheidung vor Morgengrauen ist ein US-amerikanischer Kriegsfilm des Regisseurs Anatole Litvak aus dem Jahr 1951 und basiert auf dem Roman Entscheidung vor Morgengrauen (Originaltitel: Call It Treason) von George Howe. Die Erstaufführung in Deutschland fand am 14. November 1952 statt.

## Handlung
Der Film beginnt mit der Erschießung eines Spions durch deutsche Soldaten – dabei handelt es sich offensichtlich um den Protagonisten. Danach wird die Handlung in Rückblende erzählt.
Ende 1944 ist es offensichtlich, dass das Deutsche Reich den Krieg verlieren wird. US-Colonel Devlin ist der Kommandant einer Einheit des militärischen Geheimdienstes. Devlin lässt deutsche Kriegsgefangene suchen, die bereit sind, ihre ehemaligen Kameraden auszuspionieren. Rudolf Barth, genannt „Tiger“, ist ein zynischer alter Taschendieb, der für die Gewinnerseite arbeiten will. Karl Maurer, genannt „Happy“, ein junger Sanitätssoldat, meldet sich freiwillig, nachdem sein Freund von einem Femegericht der kriegsgefangenen Nazis aus einem Fenster gestoßen wurde, weil er den erfolgreichen Ausgang des Krieges für die Deutschen angezweifelt hat. Die beiden und noch andere Gefangene werden in einem Kloster von einer französischen Agentin, Monique, in Spionagetechniken unterrichtet.
Als Devlin davon erfährt, dass ein deutscher General über seine Kapitulation verhandeln will, beauftragt er Lieutenant Rennick damit, geeignete Leute für die Mission auszusuchen. Rennick wählt Barth aus, der nicht im besten Licht dasteht, nachdem er bei der letzten Mission ohne seinen Partner wiedergekommen ist. Maurer, der zweite Mann, soll die 11. Panzer-Division lokalisieren. Die drei Männer springen mit dem Fallschirm über Süddeutschland ab, Maurer macht sich mit gefälschten Dokumenten auf die Suche nach der Panzerdivision, Rennick und Barth suchen den General.
Maurer trifft einige Deutsche mit unterschiedlichen Ansichten über den Krieg, z. B. die resignierte Hilde oder den zynischen Kurier der Waffen-SS, Schultz. Der SS-Rottenführer grölt im Suff, dass man der Welt 12 Jahre geschenkt habe, die sie nicht vergessen werde. Vorher hatte er versucht, Maurer Gold zu verkaufen, das er offensichtlich ermordeten Juden gestohlen hatte. Maurer gibt sich als Sanitäter aus, schlägt sich von München nach Crailsheim durch und wird zufällig zum Kommandeur der 11. Panzer-Division, Oberst von Ecker, abkommandiert, dem er bei einem Krampfanfall das Leben rettet. Als ein Agent der Gestapo, der von Schultz auf Maurer aufmerksam gemacht wurde, ihn erschießen will, tötet er diesen. Maurer, dessen Existenz als Spion bekannt geworden ist, flieht zu einer konspirativen Wohnung in Mannheim, wo er die anderen beiden wiedertrifft.
In der Zwischenzeit haben Rennick und Barth herausgefunden, dass der kapitulationswillige General verwundet im Lazarett liegt, allerdings von SS-Männern bewacht wird. Ohne diesen General wollen andere deutsche Offiziere nicht handeln. Da das Funkgerät bei einem Bombenangriff beschädigt wurde, sind Rennick, Maurer und Barth gezwungen, einen schwer umkämpften Fluss schwimmend zu überqueren. Barth verliert die Nerven, Rennick erschießt den Flüchtenden. Rennick und Maurer erreichen eine Insel in der Mitte des Flusses. Als sie weiterschwimmen wollen, werden sie von den Deutschen entdeckt. Maurer lenkt die Feinde ab, wird von ihnen gefangen genommen und geht einer ungewissen Zukunft entgegen. Rennick erreicht das andere Ufer und kann die Informationen seinen Vorgesetzten überbringen. Durch das Opfer seines deutschen Begleiters hat sich Rennicks Bild über Deutsche zum Positiven gewandelt. Als Rennicks US-amerikanischer Kamerad hingegen abfällig sagt, dass dieser doch nur ein weiterer toter Deutscher gewesen sei, stellt er sich dadurch selbst in ein schlechtes Licht.

## Kritiken
„Beklemmender Spionagefilm mit politischem Bekenntnis, in dessen Hauptrolle Oskar Werner beeindruckt.“

„Anatole Litvak inszenierte dieses [großartig besetzte und meisterhaft inszenierte] Spionagedrama im zerbombten Nachkriegsdeutschland und erreichte so eine fast dokumentarische Wirkung.“

„Wenn die Sicht der Lage in Deutschland kurz vor Kriegsschluß aus amerikanischen Augen auch nicht immer mit der Wirklichkeit übereinstimmt und der Film auch nicht ohne Kolportage auskommt, so ist er dennoch immer noch ein beeindruckendes Werk.“

## Auszeichnungen
- 1952: Oscarnominierungen in den Kategorien Bester Film und Bester Schnitt
- 1952: Golden-Globe-Nominierung in der Kategorie Beste Kamera s/w
- 1952: National Board of Review, Top Ten Filme
- 1952: Directors-Guild-of-America-Nominierung herausragende Regie Anatole Litvak

## Hintergrund
- Drehorte des Films waren Mannheim, München, Nürnberg, Rothenburg ob der Tauber, Kloster Eberbach und Würzburg.
- Art-Director des Films war Ludwig Reiber, der Vater der TV-Moderatorin Carolin Reiber.
- Regisseur der Second Unit war Gerd Oswald, der in den USA als Regisseur für das amerikanische Fernsehen tätig war.
- Als militärische Berater arbeiteten Major Robert Eby von der US Air Force und Captain Werner T. Michau.
- Im Film wird der u. a. von Lale Andersen interpretierte Schlager Es geht alles vorüber, es geht alles vorbei parodiert.
- Die Dreharbeiten an den deutschen Schauplätzen trafen auf Widerspruch, da dem Film von lokalen Behörden der Nachkriegszeit eine „stark antideutsch[e]“ Darstellung vorgeworfen wurde[4]

## DVD
- 2010: Wikler Film 115 min, Englisch, Deutsch, Untertitel, Extras[5]